# دو نیمه‌استقامت

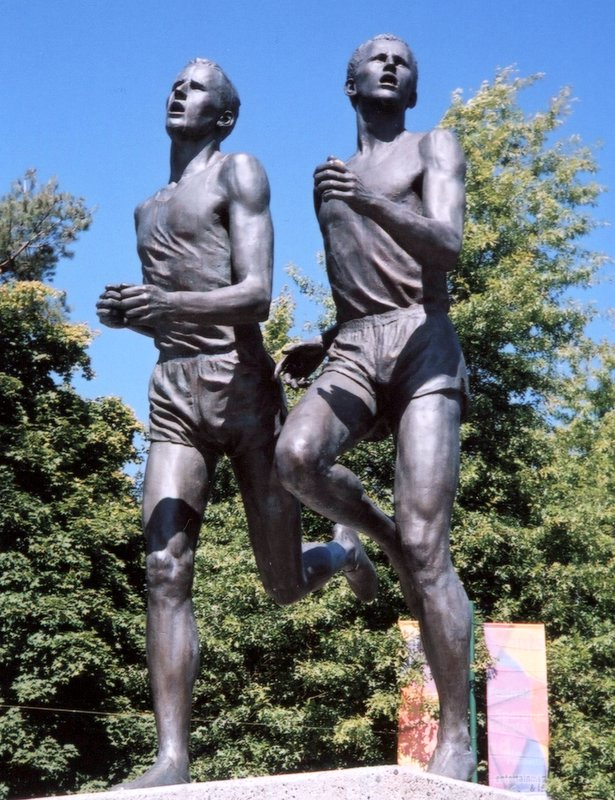
پیکرهٔ جان لندی و راجر بنیستر نخستین انسان‌هایی که یک مایل را در کمتر از ۴ دقیقه دویدند

دو نیمه‌استقامت به مسابقات دویی گفته می‌شود که در مسافت‌های طولانی‌تر از دو سرعت و کوتاهتر از دو استقامت برگزار می‌شوند. ۸۰۰ متر و ۱۵۰۰ متر دو ماده استاندارد نیمه استقامتی هستند که در المپیک هم برگزار می‌شوند. دو ۳۰۰۰ متر نیز معمولاً دو نیمه‌استقامت محسوب می‌شود و مسابقات دو یک مایل هم در برخی کشورها رایج است.
دوندگان نیمه‌استقامت بایستی از هم سرعت بالا و هم از استقامت بدنی بالایی برخوردار باشند و از آنجا سرعت دویدن آنها در تمام مسابقه بالاتر از حداکثر توانایی هوازی بدن است بایستی علاوه بر داشتن توانایی هوازی عالی از تحمل بالای اسید لاکتیک برخوردار باشند.